# Parafia Trójcy Świętej w Lublinie (rzymskokatolicka)
Parafia Trójcy Świętej w Lublinie – parafia rzymskokatolicka w Lublinie, należąca do archidiecezji lubelskiej i dekanatu Lublin – Zachód. Została erygowana 21 grudnia 1993.
Obejmuje ulice: Bażantowa, Biskupińska, Bobrzan, Bużan, Cygańska, Dąrówki, Główna, Gnieźnieńska, Goplan, Grabowa, Jaśminowa, Klonowa, Leszka, Lędzian, Lipniak, Lubuszan, Łużyczan, Milczan, Morawian, Morelowa, Morwowa, Nałęczowska, Opolan, Polan, Połabian, Przyjacielska, Pszowian, Siewierzan, Skromna, Sławin, Słowian, Słupian, Stroma, Strumykowa, Szerokie, Ślężan, św. Wojciecha, Światowida, Wandy, Wądolna, Wiślan, Wojciechowska, Wołynian, Wygon, Zagonowa, Ziemowita.
Kościół parafialny został wybudowany w 1994 roku. Mieści się przy ulicy Nałęczowskiej.